# دانشگاه آمریکایی مالت
دانشگاه آمریکایی مالت (به لاتین: American University of Malta) یک دانشگاه خصوصی در مالت است که در کاسپیکوا واقع شده‌است.